# 貴田宗三郎
貴田 宗三郎（きだ そうさぶろう、1941年6月7日 - ）は、日本の数理科学者・数学者。大阪工業大学名誉教授。学術博士（神戸大学）。
専門は、数理科学・応用数学（特に統計学）・数値解析/数値シミュレーション。

## 略歴
1967年京都大学理学部数学科卒業。神戸大学助手、摂南大学工学部助教授などを経て、1989年神戸大学大学院にて学術博士号を取得。1997年大阪工業大学情報科学部情報メディア学科教授。2004年同大学紀要委員会委員。2006年大阪工業大学退官、同大学名誉教授。
大阪工業大学情報科学部・摂南大学工学部（常翔学園グループ）において15年以上の長きに渡り教鞭を執り、数理科学の研究育成（京都大学数理解析研究所・神戸大学との研究連携含む）に貢献した。
主な所属学会は、情報処理学会、日本数学会、日本応用数理学会。主な著書は、基礎 微分積分演習（共著、共立出版1991、学術書）。

## 主な研究
- 貴田宗三郎「多変数Pade近似理論と補間について(数値解析の基礎理論とその周辺)」『数理解析研究所講究録』第676巻、京都大学数理解析研究所、1988年12月、208-220頁、CRID 1050282677276286464、hdl:2433/100961、ISSN 1880-2818。
- エルミート補間多項式の行列表現
- 二次元におけるジャクソン型定理について[4] - 神戸大学との共同研究
- Christoffel-Darbouxアイデンティティの拡張とその応用
- N次のニュートン法と逐次近似の開始要素について